# 東京電力女子サッカー部マリーゼ
東京電力女子サッカー部マリーゼ（とうきょうでんりょくじょしサッカーぶ マリーゼ）は、福島県を拠点とし、日本女子サッカーリーグ（なでしこリーグ）に所属していた女子サッカーチーム。呼称はTEPCOマリーゼ。ベガルタ仙台レディース（現・マイナビ仙台レディース）の実質的な前身である。
本項では、前身チームのYKK東北女子サッカー部フラッパーズについても記す。

## 概要
1997年に宮城県を拠点とするYKKの実業団チームとして創設。YKK APへの移管を経て、2004年秋に東京電力（現在の東京電力ホールディングス）がチームを承継して、福島県双葉郡楢葉町・広野町のJヴィレッジを拠点として活動していた。
愛称の「マリーゼ」(Mareeze) は、「海（マリーン、marine）のように力強く、風（ブリーズ、breeze）のようにさっそうと」との意味が込められている。選手・スタッフは全員が東京電力（当時）の社員で、選手は午前中に各地の職場で勤務し、午後に専用のラッピングを施した「マリーゼバス」でJヴィレッジに集合して練習するという活動を行っており、なでしこリーグでは唯一の「実業団チーム」であった。
2011年シーズン開幕直前に福島第一原子力発電所事故の影響で活動を自粛し、9月に正式に休部を発表。選手の多くは新たに設立されたベガルタ仙台レディースが引き受けて再出発した。
チーム運営費が発送電コストに計上されてきたことが指摘されている。

## 歴史

### フラッパーズ（1997年 - 2004年）
地元・宮城県で開催される「新世紀・みやぎ国体」（2001年）での活躍を目標に、1997年4月にYKK東北工場（現・YKK東北事業所）のある宮城県志田郡三本木町（現・大崎市）を本拠としてYKK東北女子サッカー部フラッパーズとして創部された。チームの愛称である「フラッパー」 (flapper) とは「おてんば娘」という意味で、三本木町民とYKK AP従業員の公募により命名された。
企業所有のチームで、YKK東北工場で主に事務所での仕事をこなしてからナイター練習という、日本女子サッカーリーグ（当時L・リーグ）チームにおいて、恵まれた環境であった。
2000年からL・リーグに加盟。前シーズン限りで廃部となったOKIから移籍した佐藤春詠、大部由美の加入もあって4位と好成績を残す。2001年も3位となり、2002年こそリーグ戦7位と低迷するも、翌2003年は一次リーグ（東日本）を1位、決勝リーグでも5位と中位をキープし、着実なレベルアップが展開された。
国体では、1998年のかながわ・ゆめ国体で優勝、2000年のとやま国体、2001年の新世紀・みやぎ国体では2連覇を果たすなど、常に上位に進出した。しかし創部当初の目的であるみやぎ国体優勝を達成したため、その存在意義があいまいになり、廃部の噂がつきまとうようになった。
2003年10月、運営母体がYKKから子会社であるYKK APへ移管され、2004年からチーム名をYKK AP東北女子サッカー部フラッパーズと改称。

### マリーゼ（2004年 - 2011年）
2004年9月、東京電力への移管が発表された。2005年から本拠地を福島県双葉郡楢葉町および広野町にあるJヴィレッジに移して再スタートすることになり、一般公募により愛称を「マリーゼ」 (Mareeze) とした。初年度は、ディビジョン1で4位と好発進した。ホーム観客動員数が平均4,000人を超え、「マリーゼ10,001人プロジェクト」として、福島県営あづま陸上競技場で開催された浦和戦では、7,670人を集客した。県内で生中継された試合の視聴率が7%に届く。
2006年シーズンは、引分けと敗戦が続いて1勝しか挙げることができず、年間成績最下位に終わり、翌2007年のディビジョン2降格が決まった。同年11月17日に木村孝洋監督は引責辞任し、年末の全日本女子サッカー選手権大会は、DF大部由美が選手兼任の形で監督に就いた。シーズン終了後、チーム草創期を支えた大部、GK石川敦惠、MF棚橋美智子、FW佐藤春詠の4選手が退団。5名の選手が新たに加わった。
2007年シーズンは監督に野村貢を招聘し、チームの建て直しを図った。高槻、千葉との昇格争いを制して優勝。1年でのディビジョン1復帰を決めた。また同年のなでしこリーグカップではTASAKIや伊賀を破り、ベスト4に進出した。シーズン終了後はDF青木知里、DF宇野涼子、DF北郷裕子、FW桑原沙緒莉、FW鈴木玲美が退団し、6名の選手が入団した。
2008年シーズン、ディビジョン1に復帰。順位は6位。シーズン終了後、野村監督は任期終了で退任。全日本女子サッカー選手権大会では、快進撃を続け、3位（ベスト4）という成績を勝ち取った。シーズン終了後はGK内田由布子、DF池田瑞穂、DF藤本まどか、MF早坂優が退団した。
2009年シーズンに向けて、伊賀の中心選手でなでしこジャパンでの経験豊富なMF宮本ともみら7名を獲得。また監督には昨シーズンまでJリーグ・湘南を指揮していた菅野将晃が就任し、「リーグ3位以内」を目標にする事が発表された。走力向上を主とした厳しい練習の成果もありリーグ戦は3位。また、全日本女子サッカー選手権大会でも2年連続の3位となった。シーズン終了後はGK増田亜矢子、DF宮崎由香（ボストンへ移籍→ホッケーに転身）、MF五十嵐章恵、MF神原史（アギラス神戸へ移籍）、MF松野みどり、MF神戸成美、FW丸山桂里奈（フィラデルフィアへ移籍→ジェフレディース→スペランツァFC大阪高槻）、FW本間真喜子、FW森田牧子の9名が退団した。

### 東日本大震災（2011年）
2011年3月11日に東北地方太平洋沖地震（東日本大震災）が発生した当時、マリーゼのメンバーは宮崎県でキャンプ中であったため、直接的な被災を免れた。しかし、その後の福島第一原子力発電所事故により、本拠地のJヴィレッジは事故の対応拠点となり、選手・スタッフ全員が自宅待機となった。公式サイトも事故後間もなく休止した。
3月23日にリーグ戦の開幕延期（4月3日から4月29日に変更）がリーグから発表された後、4月11日に東京電力がマリーゼと長距離・駅伝チームの活動一時中止を発表。4月12日に東京電力が日本女子サッカーリーグに2011年シーズンの活動自粛を申し入れ、理事会で承認された。選手のうち、MF鮫島彩はボストンに完全移籍、DF長船加奈・FW井手上麻子（以上日テレ）・DF山本りさ（狭山）・MF上辻佑実（新潟）・FW田原のぞみ・MF齊藤あかね（以上浦和）・FW安本紗和子（千葉）・DF髙橋奈々（世田谷）・MF松長佳恵（伊賀）・FW伊藤美菜子（日体大）・FW浜田遥（高槻）の11名が「一時移籍」して他チームでプレーした。
6月に東京電力の社長に就任した西沢俊夫は産経新聞のインタビューに対し、福島第一原子力発電所事故の賠償資金を捻出するため、人員削減と合わせて実業団スポーツから撤退することを明らかにした。リーグ側は7月の時点で、仮に2011年9月までに新しい受け入れ先が決まり「存続」となった場合でも、2012年度シーズンは2部にあたる「チャレンジリーグ」に参加となる方針が確認された。受け入れ先については、日本プロサッカーリーグ（Jリーグ）に参加するチームの運営企業への譲渡が検討された（スポーツニッポンは川崎フロンターレが有力と報じた）が、日本サッカー協会からの申し出もあり、9月28日に東京電力からマリーゼの「休部」決定が発表された。東電はマリーゼについて、「一時的な『休部』として存続し、福島県の復興とともにマリーゼの活動を再開する際には、改めて当社女子サッカー部としての活動を認めていただけることについて、日本サッカー協会および日本女子サッカーリーグより特別のご了解をいただいております」と、将来的な活動再開にも含みを持たせたものの、社員以外のチームスタッフはこの時点で全員契約解除となり、事実上のチーム解散となった。
マリーゼ所属選手は新たな正式所属先を探すことになったが、10月13日、なでしこリーグ理事会は、Jリーグクラブを運営し、宮城県仙台市を拠点とする株式会社ベガルタ仙台がマリーゼの選手を受け入れてチャレンジリーグに加盟することを承認し、11月4日に正式決定した。休部前にマリーゼに登録していた選手26名のうち一時移籍の選手を含む18名が新設されたベガルタ仙台レディースに移籍、海外移籍したMF鮫島の他、MF松長・MF齋藤・FW浜田の3名が一時移籍先にそのまま完全移籍、GK山根恵里奈が千葉に、DF吉冨桃子が世田谷にそれぞれ移籍。森本華江と保格彩乃の2名が東京電力に社員として留まると発表された。2012年2月1日、ベガルタ仙台レディースはマリーゼからの18名にセレクションによる2名を加えた20名体制で正式発足した。

## 本拠地
マリーゼ時代の本拠地（事務局・練習場）はJヴィレッジであり、ホームゲームの半分はJヴィレッジ内にあるJヴィレッジスタジアム（福島県双葉郡広野町）で行っていた。Jヴィレッジスタジアム以外では、福島県内と東京電力の給電地域内（首都圏）でホームゲームを開催していた。
その他のホームゲーム開催地
- 福島県営あづま総合運動公園陸上競技場（福島市）
- 郡山西部サッカー場（郡山市）※サッカー専用
- いわきグリーンフィールド（いわき市）※サッカー・ラグビー場兼用
- いわき陸上競技場（いわき市）
- 柏の葉公園総合競技場（千葉県柏市）
- 国立西が丘サッカー場（東京都北区）
- 味の素スタジアム（東京都調布市）
- ニッパツ三ツ沢球技場（神奈川県横浜市）
- 等々力陸上競技場（神奈川県川崎市）
- 山梨県小瀬スポーツ公園陸上競技場（山梨県甲府市）

なお、国体では福島県代表に一部の選手を出場させていた。

## 年度別成績・歴代監督
日本女子サッカーリーグでの成績
| 回   | 年度 | チーム名                              | リーグ                       | チーム数 | 試合   | 勝点   | 勝利   | 引分   | 敗戦   | リーグ順位 | リーグ杯 | 皇后杯   | 監督                         |
|      | 1997 | YKK東北女子サッカー部 フラッパーズ    |                              |          |        |        |        |        |        |            |          | 1回戦    |                              |
|      | 1998 | YKK東北女子サッカー部 フラッパーズ    |                              |          |        |        |        |        |        |            |          | 2回戦    |                              |
|      | 1999 | YKK東北女子サッカー部 フラッパーズ    |                              |          |        |        |        |        |        |            |          | 2回戦    |                              |
| 12   | 2000 | YKK東北女子サッカー部 フラッパーズ    | L･リーグ                     | 9        | 12     | 15     | 3      | 6      | 3      | 4位        | -        | 準々決勝 | 齋藤誠                       |
| 13   | 2001 | YKK東北女子サッカー部 フラッパーズ    | L･リーグ                     | 8        | 12     | 19     | 4      | 1      | 7      | 3位        | -        | 準決勝   | 齋藤誠                       |
| 14   | 2002 | YKK東北女子サッカー部 フラッパーズ    | L･リーグ                     | 10       | 11     | 21     | 6      | 3      | 2      | 7位        | -        | 準決勝   | 齋藤誠                       |
| 15   | 2003 | YKK東北女子サッカー部 フラッパーズ    | L･リーグ                     | 13       | 22     | 34     | 10     | 4      | 8      | 5位        | -        | 準々決勝 | 齋藤誠                       |
| (16) | 2004 | YKK AP東北女子サッカー部 フラッパーズ | L･リーグ1部 (L1)             | 8        | 14     | 12     | 3      | 3      | 8      | 5位        | -        | 準々決勝 | 黒澤尚                       |
| (17) | 2005 | 東京電力女子サッカー部 マリーゼ       | L･リーグ1部 (L1)             | 8        | 21     | 34     | 11     | 1      | 9      | 4位        | -        | 準々決勝 | 木村孝洋                     |
| (18) | 2006 | 東京電力女子サッカー部 マリーゼ       | なでしこリーグ ディビジョン1 | 12       | 20     | 9      | 1      | 6      | 10     | 8位        | -        | 準々決勝 | 木村孝洋 大部由美 (選手兼任) |
| (19) | 2007 | 東京電力女子サッカー部 マリーゼ       | なでしこリーグ ディビジョン2 | 8        | 21     | 56     | 18     | 2      | 1      | 優勝       | 準決勝   | 3回戦    | 野村貢                       |
| (20) | 2008 | 東京電力女子サッカー部 マリーゼ       | なでしこリーグ ディビジョン1 | 8        | 21     | 17     | 5      | 2      | 14     | 6位        | -        | 準決勝   | 野村貢                       |
| (21) | 2009 | 東京電力女子サッカー部 マリーゼ       | なでしこリーグ ディビジョン1 | 8        | 21     | 38     | 12     | 2      | 7      | 3位        | -        | 準決勝   | 菅野将晃                     |
| (22) | 2010 | 東京電力女子サッカー部 マリーゼ       | なでしこリーグ               | 10       | 18     | 34     | 11     | 1      | 6      | 3位        | 準決勝   | 準々決勝 | 菅野将晃                     |
| (23) | 2011 | 東京電力女子サッカー部 マリーゼ       | なでしこリーグ               | 不参加   | 不参加 | 不参加 | 不参加 | 不参加 | 不参加 | 不参加     | 不参加   | 不参加   | 菅野将晃                     |

- 2004年から二部制に移行。チーム数は所属リーグのみ。
- 2003年まではシーズン名に「第○回」と表記されていたが、2004年からは西暦年で表記するようになった。
- 2006年は8チーム2回戦総当たりの「レギュラーリーグ」(RL)後、その順位に基づき上位と下位の各4チームによる1回戦総当たりの「プレーオフ」(PO)を実施。

## 選手

### 2011年シーズン当初に所属していた選手
2012年2月1日付東京電力ニュースリリースの添付資料に基づく。
| No. | Pos. | 名前       | 前所属                   | 2011年シーズン 一時移籍先                          | 2012年シーズン                               |
| 1   | GK   | 天野実咲   | 早稲田大学               |                                                    | ベガルタ仙台レディース                       |
| 2   | DF   | 長船加奈   | 豊島高校                 | 日テレ・ベレーザ                                   | ベガルタ仙台レディース                       |
| 3   | DF   | 下小鶴綾   | スペランツァF.C.高槻     |                                                    | ベガルタ仙台レディース                       |
| 4   | DF   | 山本りさ   | 早稲田大学               | ASエルフェン狭山FC                                 | ベガルタ仙台レディース                       |
| 5   | DF   | 田中景子   | 武蔵丘短期大学           |                                                    | ベガルタ仙台レディース                       |
| 6   | MF   | 中村真実   | 日本女子体育大学         |                                                    | ベガルタ仙台レディース                       |
| 7   | MF   | 上辻佑実   | FCヴィトーリア           | アルビレックス新潟レディース                       | ベガルタ仙台レディース                       |
| 8   | MF   | 鮫島彩     | 常盤木学園高校           | ボストン・ブレイカーズ に移籍 →モンペリエHSCに移籍 | 8月 ベガルタ仙台レディースに加入             |
| 9   | FW   | 田原のぞみ | 日ノ本学園高校           | 浦和レッドダイヤモンズ・レディース                 | ベガルタ仙台レディース                       |
| 10  | FW   | 伊藤美菜子 | 日本体育大学             |                                                    | ベガルタ仙台レディース                       |
| 11  | FW   | 安本紗和子 | 常盤木学園高校           | ジェフユナイテッド市原・千葉レディース             | ベガルタ仙台レディース                       |
| 13  | MF   | 松長佳恵   | 早稲田大学               | 伊賀FCくノ一に移籍                                 | 伊賀FCくノ一に移籍                           |
| 14  | FW   | 中原沙央理 | 武蔵丘短期大学           |                                                    | ベガルタ仙台レディース                       |
| 15  | MF   | 保格彩乃   | クラブフィールズ・リンダ |                                                    | 社業に専念                                   |
| 16  | GK   | 山根恵里奈 | JFAアカデミー福島        |                                                    | ジェフユナイテッド市原・千葉レディースに移籍 |
| 17  | MF   | 嘉数飛鳥   | 武蔵丘短期大学           |                                                    | ベガルタ仙台レディース                       |
| 18  | FW   | 森本華江   | 常盤木学園高校           |                                                    | 社業に専念                                   |
| 19  | DF   | 吉冨桃子   | 鳳凰高校                 | スフィーダ世田谷FCに移籍                           | スフィーダ世田谷FCに移籍                     |
| 20  | MF   | 今井さゆり | 早稲田大学               |                                                    | ベガルタ仙台レディース                       |
| 21  | DF   | 井手上麻子 | 日本体育大学             | 日テレ・ベレーザ                                   | ベガルタ仙台レディース                       |
| 22  | DF   | 髙橋奈々   | 日本体育大学             | スフィーダ世田谷FC                                 | ベガルタ仙台レディース                       |
| 23  | GK   | 齊藤彩佳   | 常盤木学園高校           |                                                    | ベガルタ仙台レディース                       |
| 24  | MF   | 小野瞳     | 早稲田大学               |                                                    | ベガルタ仙台レディース                       |
| 25  | FW   | 小山季絵   | 早稲田大学               |                                                    | ベガルタ仙台レディース                       |
| 26  | MF   | 齊藤あかね | 常盤木学園高校           | 浦和レッドダイヤモンズ・レディースに移籍           | 浦和レッドダイヤモンズ・レディースに移籍     |
| 27  | FW   | 浜田遥     | JFAアカデミー福島        | スペランツァF.C.高槻に移籍                         | スペランツァF.C.高槻に移籍                   |

1. ↑  完全移籍[10]
2. 1 2 3  完全移籍[14]
3. ↑  完全移籍[15]

### 2010年以前に所属していた選手
- 青木知里
- 丸山桂里奈
- 宮本ともみ
- 宮崎有香
- 大部由美
- 宇野涼子
- 佐藤春詠

## タイトル
- 2003年 第15回L・リーグ（一次リーグ）東日本リーグ1位
- 2007年 モックなでしこリーグ2007 ディビジョン2  優勝
- 全日本女子サッカー選手権大会 ベスト4 (2008年、2009年)

- (参考・宮城県代表として出場) 国民体育大会サッカー競技成年女子 優勝 (1998年、2000年、2001年)

## チームカラー
- チームカラーはマリーゼブルー（水色）
- 2008年度より、1stユニと2ndユニを入れ替えた。

### ユニフォームスポンサー
| 掲出箇所 | スポンサー名 | 表記    |
| 胸       | （チーム名） | Mareeze |
| 背中     | 東京電力     | Switch! |
| 袖       | 東京電力     | TEPCO   |
| パンツ   | なし         | -       |

## チーム名変遷
- 1997 - 2003年 YKK東北女子サッカー部フラッパーズ
- 2004年 YKK AP東北女子サッカー部フラッパーズ
- 2005 - 2011年 東京電力女子サッカー部マリーゼ
- 2012年 - チームとしては休部扱い（選手はベガルタ仙台レディースへ）

## オフィシャルチームソング
- 「戦う翼」 (尾崎亜美) -2005年

## サポーターズソング
- 「Go For Future」 -2006年

## 応援番組
- 熱烈応援マリーゼくらぶ
- マリーゼ・オーレ!
- FORZA Mareeze!